# Gavialiceps arabicus
Gavialiceps arabicus är en fiskart som först beskrevs av D'ancona 1928.  Gavialiceps arabicus ingår i släktet Gavialiceps och familjen Muraenesocidae. Inga underarter finns listade i Catalogue of Life.